# Василије Верејски
Кнез Василије Михајлович Верејски, надимак Смели (умро 1495/1501) - кнез за време владавине великог кнеза Ивана III Васиљевича, побегао је у Велико војводство Литванију 1483. године.
Из кнежевске породице Верејских. Најстарији син удеоног кнеза Михаила Андрејевича Верејског (1432—1486) и кнегиње Јелене Јарославне Боровске (умрла 1486. године). Рођак великог кнеза московског Ивана III Васиљевича. Имао је брата без деце, кнеза Ивана Михаиловича. Обојица су изгубили положај удеоних кнежева.

## Биографија

### У служби великог кнеза Ивана III
Године 1468, кнез Василије Смели је ушао у политичку арену. У овој и наредним годинама учествовао је у кампањама руских трупа против Казањског каната.
Године 1471, заједно са својим оцем, учествовао је у првом походу великог кнеза Ивана III Васиљевича. Отац и син са својом пратњом опсели су новгородски град Демон, који им се предао након што је платио откуп од 100 рубаља. Одатле су кренули да опседају Новгород.
У августу 1472. године, кнез Василије Михаилович Смели, први приобални командант, учествовао је у одбијању трупа Велике Хорде кана Ахмета са обала реке Оке, где је учествовао у бици код Алексина. Године 1473. поново је био први приморски командант на Оки, против Татара.
Године 1477—1478, заједно са својим оцем, учествовао је у другом походу великог кнеза Московског Ивана III против Новгородске Републике (Новгородске кнежевине), услед чега је она припојена Великом кнежевству Московском. У новембру 1477. године, био је други командант трупа левог крила код Новгорода и добио је наређење да заузме манастир на Лисичјој планини.
Године 1480, кнез Василије Смели, заједно са најстаријим сином и савладаром великог кнеза Ивана III Великог, Иваном Младим, и својим ујаком, кнезом од Тарусе Андрејем Васиљевичем Млађим, учествовао је у одбијању кана Ахмета са обала реке Угре, што је ушло у историографију као Стајање на Угри.
Године 1482, велики кнез Иван III је закључио споразум са својим рођаком Михаилом Андрејевичем Верејским, унуком светог великог кнеза Димитрија Донског, који се одрекао својих права на Белоозеро и остао је само као доживотни власник свог Верејског удеоног кнежевства без права да пренесе власништво на свог најстаријег сина, кнеза Василија Смелог.

### Пад у немилост и бекство у Велико војводство Литванију
Године 1483, кнез-војвода Василије Михајлович Смели пао је у немилост због чињенице да је велики кнез московски Иван III имао унука, Димитрија Ивановича, рођеног 10. октобра. Том приликом он „даје својој снаји (кнегињи Јелени Стефановној, жени великог кнеза - савладара Ивана Младог) поклон накит своје велике кнегиње Марије Тверске“. Међутим, велика кнегиња Софија Фоминична је поклонила ове „драгуље“ (драгоцену украсну огрлицу) својој братаници Марији Андрејевној Палеолог, која се удала за кнеза Василија Михаиловича Верејског. Разјарени велики кнез Иван III Васиљевич је наредио да се одузме сав мираз супруге кнеза Василија Верејског, а поред тога је „хтео да зароби и њега и кнегињу“, што је навело кнеза Василија Смелог и његову жену кнегињу Марију да хитно побегну у Велико војводство Литванију. Краљ Пољске и велики кнез Литваније Казимир IV Јагелон је са почастима примио пребеглог кнеза. Октобра исте године, кнез Василиј Михајлович Смели је од краља Казимира IV добио као апанажу Љубеч, Којданово, Воложин и Радошковичи.
Након бекства његовог сина кнеза Василија у Литванију, удеони кнез Михаило Андрејевич Верејски био је приморан да 1484. године закључи нови вазални уговор са великим кнезом Московским Иваном III Рјуриковичем, према којем се обавезао да неће имати никакве односе са својим сином пребегом и био је приморан да завешта своју удеону кнежевину великом кнезу Ивану III Васиљевичу Рјуриковичу. У априлу 1486. године, након смрти верејског кнеза Михаила Андрејевича, Верејска кнежевина (Вереја и Малојарославец) је припојена великокнежевским поседима.
Године 1493, велика кнегиња Софија Фоминична је добила опроштај и дозволу да се кнез Василије Михаилович Верејски и његова супруга врате у домовину, али из неког разлога прогнаници то нису искористили. Године 1494, након закључења вечног мира између великог кнеза московског Ивана III Васиљевича и великог војводе литванског Александра Јагелона, велики војвода Александар се обавезао "да неће пустити кнеза Василија Михаиловича да оде у неку другу државу, и да ће га протерати из земље, и да га више неће прихватити".

## Породица
Кнез Василије Смели био је ожењен Маријом Андрејевном Палеолог, ћерком титуларног деспота Мореје Андреја Палеолога (1453-1502), братаницом велике кнегиње Софије Фоминичнине Палеолог, друге жене великог кнеза московског Ивана III Васиљевича. Деца:
- Софија Васиљевна Верејска (умрла у августу 1549. године) била је супруга од 1505. године великог литванског магната Албрехта Гаштолда (умро 1539. године). Након смрти кнеза Василија Верејског, његова једина ћерка кнегиња Софија наследила је сву његову имовину, коју јој је доделио краљ Казимир IV Јагелон, а која је потом прешла на њеног мужа. Албрехт Гастолд и кнегиња Софија су имали ћерку Софију (удату за татарског принца Бараша) и сина Станислава (око 1507 – 18. децембра 1542), последњег представника породице. Његова удовица Барбара (рођена Раџивил) удала се по други пут за будућег краља Жигмунда II Августа из Јагелонске династије.